# Аэродромная техника
Аэродромная техника — средства подготовки и обслуживания аэродромов, средства наземного обеспечения полётов (технического обслуживания) и специальные автомобили коммерческого обслуживания ЛА, иначе — средства аэродромно-технического обеспечения (АТО) — специальная автомобильная техника, прицепы и установки. Бывает специально разработанной для аэродромов или серийной автотехникой, доработанной для выполнения специфических задач. В гражданских аэропортах СССР вся аэродромная спецавтотехника красилась в жёлтый цвет, сейчас красится в белый или просто яркие, хорошо заметные цвета. На военных аэродромах такая техника имеет однотонную или многоцветную защитную окраску, но на бамперах машин рисуются поперечные или косые красно-белые или жёлтые полосы.
Всё движение автотранспорта по аэродромам строго регламентировано руководящими документами и разрешено по специально обозначенным полосам для автотранспорта (на покрытие аэродрома наносится соответствующая разметка), и существенно отличается от правил дорожного движения по дорогам общественного пользования.

## История развития спецавтотранспорта в авиации
С появлением первых летательных аппаратов возникла необходимость их технического обслуживания и обеспечения. Уже довольно быстро стало понятно, что содержать аэропланы и аэродромы в пригодном для полётов состоянии — это весьма непростое и затратное производство, требующее значительных людских и материальных ресурсов, которые в дальнейшем только росли. 
С целью сокращения потребного времени на подготовку летательного аппарата к вылету (оперативной готовности), а также снижения трудозатрат и автоматизации ручного труда при повседневной эксплуатации аэродромов и авиационной техники постепенно стали внедрялся разнообразные приспособления, машины и механизмы.
Так, например, первейшей проблемой была заправка самолётов горючим перед полётом. Авиабензин (или иное горючее), доставляемый к самолёту со склада ГСМ, проходил несколько этапов контроля, включая химический анализ. Однако собственно транспортировка горючего от склада длительного хранения к самолёту на стоянке осуществлялась в обычной стандартной бочковой таре или вручную людьми (перекаткой бочек), или на гужевых повозках (телегах), грузовых автомобилях или иных подручных транспортных средствах. Топливо из бочек заливалось в самолёт через заправочные горловины бензобаков в каждый бак отдельно, при этом использовались специальные закрытые воронки со встроенными фильтрами тонкой очистки, которые помимо фильтрации топлива от механических примесей также отделяли воду. Если не было фильтров промышленного изготовления, тогда использовали вставки из замшевого материала. Крышка на воронку предохраняла топливо от солнечного света, вызывающего разложение топливной присадки — тетраэтилсвинца, а также защищала от попадания в горючее пыли и осадков при непогоде. Перекачка топлива из бочки на самолёт производилась механическим ручным насосом. То есть для выполнения непосредственно заправки требовалось минимум два человека, и можно только представить, сколько времени и труда при такой технологии уходило на заправку, к примеру, бомбардировщика ТБ-3, который имел четыре бензобака емкостью по 2000 литров каждый (одна полная заправка — это ручная перекачка сорока 200-литровых бочек бензина!). Так как процесс заправки горючим занимал много времени, тогда и было принято — заправлять самолёты не перед вылетом, а сразу после полёта, либо по окончании лётной смены.
Запуск авиационных моторов первоначально производился проворачиванием вручную воздушного винта, для чего требовалась немалая физическая сила и самое главное — сноровка, так как при малейшем замешательстве происходили несчастные случаи, нередко со смертельным исходом. Тогда и были разработаны автостартёры на базе автомобилей ГАЗ-АА и ГАЗ-ААА, которые могли раскручивать воздушный винт самолёта через храповую втулку на коке винта. Для привода хобота стартера использовался штатный мотор автомобиля, который передавал вращательное движение хоботу через коробку отбора мощности автомобиля. Также для запуска моторов широко применялись установки воздушного запуска в виде тележки с баллонами сжатого воздуха давлением до 150 атмосфер и редуктором, понижающем давление до 50 атм. Для электропитания бортового оборудования самолётов при наземных проверках применялись свинцово-кислотные аккумуляторные батареи достаточно высокой ёмкости, также установленные на ручные тележки или любые подручные транспортные средства.
Уже в период Великой Отечественной войны на советских аэродромах использовались специально разработанные промышленностью автомобили.:
- бензозаправщик БЗ-35 на шасси автомобиля ЗИС-6
- бензозаправщик БЗ-38 на шасси ГАЗ-3А
- маслозаправщик МЗ-38 на шасси ГАЗ-3А
- водомаслозаправщик ВМЗ-ЗИС-6
- водомаслозаправщик ВМЗ-35 на шасси ЗИС-6

Приблизительно такая ситуация сохранялась до 50-х годов двадцатого века, пока поршневые моторы не были вытеснены реактивными двигателями. В те годы на аэродромах  широко применялись различные тележки с агрегатами или приспособлениями, перемещаемые вручную или устанавливаемые в гужевой повозке — обыкновенной деревянной телеге, запряжённой лошадью. Именно конская тяга доминировала в те годы в авиации, а при аэродромах были штатные конюшни.  Колодки, стремянки, различные приспособления зачастую изготавливались кустарным способом в аэродромных мастерских. Самолёты перекатывались в пределах аэродрома вручную людьми.
После окончания 2-й МВ войны на территории московского опытного завода № 3 Минавиапрома (в те годы это было научное и опытное производство по геликоптерам, затем переросшее в вертолётное ОКБ-329 МАП, п/я 1506) было создано Спецбюро аэродромного оборудования — вероятно первое в стране КБ, целенаправленно занимающееся аэродромной спецтехникой. 
В 1948 году в Люберцах на базе ремонтного завода был основан новый завод № 938 по производству аэродромного оборудования. После ликвидации ОКБ-293 по исследованию транс- и сверхзвуковых скоростей на летающих моделях (ЛМ-6, ЛМ-9, ЛМ-15; экспериментальный самолет «5») вся конструкторская группа КБ во главе с гл. конструктором (Бисноват М. Р.) была переведена в Люберцы, где была озадачена проектированием аэродромной спецтехники. До 1954 года были созданы спецмашины: АПА-12, АПА-35, УПГ-250, УПГ-150. В соответствии с ПСМ СССР № 2543-1224сс от 30.12.1954 года и приказом МАП № 64сс от 3.02.1955 года работы по проектированию и изготовлению опытных образцов наземной аэродромной техники с завода № 938 были переданы заводу № 468 МАП гл. конструктора А. И. Привалова и туда переведена часть специалистов.
ГС завод № 468 или п/я 641, затем известен как Агрегатный завод «Универсал» Минавиапрома (предприятие п\я В-2878), ОАО «Московский конструкторско-производственный комплекс «Универсал». 
Разработка и производство: средства наземного обслуживания военных и гражданских ЛА (гидро-, электроустановки, установки воздушного запуска двигателей, заправщики спецжидкостями и газами, тележки и приспособления, гидроподъемники, лестницы, стремянки, мобильные контрольно-ремонтные мастерские, аэродромные аварийно-тормозные установки); парашютно-десантная техника (самолетное десантное оборудование, парашютные платформы). Создано: парашютные системы для десантирования боевой техники «Кентавр», ПРСМ-915 «Реактавр», ПБС-950, «Спрут-ПДС»; комплексы СНО для с-ов МиГ-25, Су-17М, Ту-22М, Ту-154, Ту-144, Ил-76, Ил-86, Як-40, Ан-124, Ил-114, Ил-96, Ту-204, Як-42, МиГ-29, Су-25, Су-27, ОК «Буран» и др.

## Средства наземного обеспечения полётов (технического обслуживания воздушных судов)
Автомобили, прицепы и установки, использующиеся для непосредственного обслуживания и подготовок к полётам летательных аппаратов.
Некоторые основные типы автотехники СССР и РФ:

### Топливозаправщики
Автотопливозаправщики предназначены для транспортировки топлива и заправки открытым и закрытым способом различных типов летательных аппаратов на стационарных и грунтовых аэродромах. По своей конструкции в принципе аналогичны конструкции топливозаправщикам колёсных, гусеничных и специальных машин. Топливозаправщики емкостью до 9300 литров включительно выпускаются на автомобильном шасси, свыше этой ёмкости — в виде автопоездов, включающих седельные тягачи и полуприцепы-цистерны с автономным приводом от дополнительного двигателя. При заправке ЛА открытым способом применяется стандартный раздаточный пистолет РП-40 с рукавом диаметром 38 мм; при заправке закрытым способом под давлением используется наконечник закрытой заправки 2561А-8 с рукавом диаметром 50 мм или наконечник повышенной производительности ТН-4. Для заправки ЛА используются все основные типы авиационного топлива без ограничений. 
На разных аэродромах эксплуатировалось достаточно большое количество разнотипных топливозаправщиков, повседневно именуемых как «ТЗ».
Самые распространённые типы советских/российских ТЗ для реактивной авиатехники:
- ТЗА-7,5-500(5334) на базе автомобиля МАЗ-500 (МАЗ-5334), объём топливной цистерны 7500 литров. Привод топливного насоса СЦЛ-20-24 через коробку отбора мощности двигателя автомобиля. Расход раздаточной системы (скорость заправки) от 500 до 750 литров/мин.
- АТЗ-8,5-5337 на базе автомобиля МАЗ-5337, объём топливной цистерны 8500 литров. Привод топливного насоса СЦЛ-20-24Г через коробку отбора мощности двигателя автомобиля. Расход раздаточной системы (скорость заправки) от 500 до 750 литров/мин.
- АТЗ-9,3-260БМ на базе автомобиля КрАЗ-260. Объём цистерны 9300 литров. Топливный насос типа СЦН-60 обеспечивает параллельную пистолетную заправку двух ЛА с расходом 2х500 л/мин или заправку одного ЛА закрытым способом со скоростью 1000 л/мин. Масса заправщика полная — 21700 кг.
- ТЗ-16 — это один из первых в СССР топливозаправщиков на базе седельных тягачей ЯАЗ (позже КрАЗ) и полуприцепа-цистерны объёмом 16 м³. Использовались в 50-60-х годах, до появления ТЗ-22.
- ТЗ-22 на базе седельного тягача КрАЗ-221 (КрАЗ-258Б1) и полуприцепа-цистерны ЧМЗАП-5204М (5524П) объёмом 22 м³ (18 тонн авиационного топлива). Привод центробежного всасывающего насоса ЦСП-57 от автономного бензинового двигателя, установленного на полуприцепе. С ТЗ-22 возможна параллельная заправка открытым или закрытым способом одновременно двух ЛА (двух точек заправки) со скоростью заправки через заправочные пистолеты: 2х500 л/мин, через наконечники заправки: 2х1000 л/мин. Полная масса заправщика составляет 39100 кг.
- АТЗ-22-44202 — автопоезд на базе седельного тягача Урал-44202-0611-30 и полуприцепа ЧМЗАП-5524П объёмом 22 м³. Привод центробежного всасывающего насоса ЦН-180/110 от автономного бензинового двигателя, установленного на полуприцепе.  АТЗ-22 имеет два раздаточных рукава: один под пистолетную заправку и один для закрытой заправки. Производительность системы через два рукава — 3000 л/мин. Полная масса заправщика составляет 38260 кг.
- АТЗ-60-8685 создан на базе седельного тягача МАЗ-537 или МАЗ-7410 и полуприцепа-цистерны ЧМЗАП-8685. Ёмкость топливной цистерны 60 м³. Привод двух  насосов от автономного двигателя, установленного на полуприцепе. С АТЗ-60 возможна параллельная заправка закрытым способом одновременно двух ЛА (двух точек заправки) со скоростью заправки через два рукава с наконечниками заправки типа ТН-4 — 4 тонны в минуту. Полная масса автопоезда АТЗ-60 составляет 100560 кг.

- Аэродромный ТЗ на базе автомобиля КАМАЗ-53215.
- Топливозаправщик ТЗ-22 под самолётом Ту-134.
- Топливозаправщик для малых региональных аэродромов.

Для стационарной заправки на технических позициях или аэродромных стоянках промышленностью СССР выпускались групповые заправщики самолётов топливом типа ГЗСТ. 
- ГЗСТ-4-1250 представляет собой автопоезд, состоящий из автомобиля типа УАЗ-452, внутри которого смонтирована перекачивающая станция горючего ПСГ-75 и одноосного прицепа, на котором установлены: фильтр тонкой очистки, счётчик топлива, четыре рукава и четыре раздаточных пистолета РП-40. Позволяет заправлять последовательно четыре самолёта (по одному) со скоростью подачи топлива 500 литров/мин.
- ГТЗ-240-6 — это комплект разборно-сборного оборудования службы ГСМ, монтируемого стационарно на аэродроме. В стандартной комплектации включает 20 резервуаров  расходного склада топлива на 1000 м3, насосную станцию с производительностью 4000 литров/мин, шесть агрегатов заправки ЗА-4М, фильтры-сепараторы, фильтры тонкой очистки, раздаточный коллектор, трубопроводы и проч. оборудование Один агрегат заправки обеспечивает закрытую заправку топливом одного ЛА с производительностью 1 тонна в минуту.

Для авиационной службы ГСМ промышленность выпускала перекачивающие станции горючего на автомобильном шасси. Одна из первых таких спецмашин — ПСГ-65/130 на шасси грузовика ГАЗ-51. Применялась для раскачки железнодорожных цистерн или перекачки топлива из одной ёмкости в другую. В кузове автомобиля устанавливался центробежный насос ЦСП-51 с приводом от коробки отбора мощности. В дальнейшем ПСГ-65/130 была заменена на более современную машину ПСГ-160 на шасси ЗиЛ-131.
Также в военной авиации широко применялись и применяются до сих пор специальные автомобили и установки для заправки крылатых ракет (Х-22, Х-28 и др.) агрессивными компонентами ракетного топлива и окислителя, аналогичные применяемым в ракетных войсках или военно-морском флоте (на эту тему нужна отдельная статья).

### Заправщики специальными жидкостями и маслами
- ЗСЖ-66 — заправщик специальными жидкостями на базе грузовика ГАЗ-66-14. Позволяет заправлять бензином, синтетическими и минеральными маслами, маслосмесями, гидравлическими жидкостями, антифризом различные системы летательных аппаратов, открытым и закрытым способом. Имеет систему подогрева масел и жидкостей в зимнее время, а также встроенную систему автоматического пожаротушения. Раздаточные насосы электрические, питание которых обеспечивается авиационным генератором постоянного тока ГСР-6000А, вращение ротора которого осуществляется двигателем автомобиля через коробку отбора мощности.
- А-2111 — заправщик специальными жидкостями самолётов и вертолётов. Смонтирован на базе трёхколёсной тележки-прицепа весом 350 кг. Позволяет заправлять  синтетическими и минеральными маслами, гидравлическими жидкостями, антифризом различные системы летательных аппаратов. Способ подачи жидкости — выдавливание из бака сжатым воздухом или азотом.
- МЗ-66 — маслозаправщик (минеральные масла типа МС-20) летательных аппаратов на шасси ГАЗ-66. Заправка пистолетная, привод насоса от двигателя автомобиля. Масло в зимнее время подогревается форсуночным подогревателем, работающем на авиационном керосине типа ТС-1.
- ВСЗ-66 — водоспиртозаправщик на базе автомобиля ГАЗ-66-14. Позволяет заправлять ЛА спиртом, водно-спиртовой смесью или дистиллированной водой. Имеет встроенную систему подогрева и противопожарную систему.

### Моторные подогреватели и кондиционеры
- УМП-350-131 — унифицированный моторный подогреватель на шасси ЗИЛ-131. В кузове размещается калорифер (керосиновый котёл), через внешний и внутренний контур которого прогоняется нагнетаемый вентилятором воздух. Один контур является камерой сгорания, во втором греется воздух, который затем подаётся через рукава-воздуховоды (5 шт) потребителям. Вентилятор приводится во вращение двигателем автомобиля через коробку отбора мощности. Топливо УМП — авиационный керосин типа ТС-1. Подогреватель применяется для предпускового прогрева авиадвигателей, прогрева салонов или отсеков воздушного судна, а также при технических работах на летательном аппарате в зимнее время.
- МП-70 — небольшой керосиновый подогреватель на колёсном шасси или металлических полозьях, предназначен для перемещения вручную одним-двумя людьми. Принцип действия аналогичен УМП-350, привод вентилятора бензиновым мотором, топливо подаётся самотёком, зажигание — вручную факелом. Используется для подогрева небольших объёмов и при технических работах.
- МП-85 — керосиновый подогреватель, по конструкции примерно как МП-70, но привод крыльчатки вентилятора от электродвигателя постоянного тока. Применение МП-85 аналогично применению МП-70.
- АМК-24/56 — многоцелевой кондиционер воздуха на шасси автомобиля ЗИЛ-131. Применяется для подачи воздуха с заданной температурой в систему кондиционирования кабин и отсеков, а также для создания комфортных условий экипажу, одетому в высотно-компенсирующие костюмы, при несении дежурства в кабинах самолётов. Снят с производства.
- АМ-0,4-М1 — автомобильный кондиционер на шасси КамАЗ-5320. Назначение то же, что у АМК-24/56, производится в настоящее время.[7] В кузове размещены дизель-генератор на 380 В, 50 Гц для питания агрегатов и два холодильных контура на хладоне R-134a. Может работать в режимах кондиционирования (тепловая мощность до 50 кВт), вентиляции (холодильные контуры бездействуют), обогрева (тепловая мощность до 90 кВт). Возможно питание агрегатов от наземной сети 380 В, 50 Гц.

- Средняя часть приборной панели АМ-0,4-М1 с приборами контроля дизель-генератора.
- Моторный подогреватель УМП-350-131 в работе.
- АМК-24 подаёт воздух в СКВ техотсека самолёта Ту-142МК.

### Передвижные источники питания
- АПА-5Д — аэродромный источник электроэнергии на шасси автомобиля Урал-4320. В кузове автомобиля смонтирована установка с раздаточной коробкой, на которой установлены генератор постоянного тока ПР-600х2 на 28,5 вольт и генератор переменного трёхфазного тока 208 вольт, 400 герц ГТ40ПЧ6, устанавливаемый также на самолётах, и аппаратура управления и защиты — также аналогичные самолётным блоки БЗУ-376СБ (блок защиты и управления), БРН-208 (блок регулирования напряжения) и др. Привод — от коробки отбора мощности двигателя автомобиля.
- АПА-50М — аэродромный источник электроэнергии на шасси автомобиля ЗИЛ-131. В кузове автомобиля установлен дизельный двигатель У1Д6-2С с раздаточной коробкой, на которой находятся два генератора постоянного тока на 28,5 вольт ГАО-36, генератор переменного трёхфазного тока 208 вольт, 400 герц ГТ40ПЧ8АТВ и генератор однофазного тока 115 вольт, 400 герц СГО-30У. Имеется трёхфазный трансформатор на 36 вольт, 400 герц, а также аппаратура управления и защиты.
- АПА-80 — аэродромный источник электроэнергии на шасси автомобиля — ЗИЛ-131. В кузове автомобиля установлен двигатель КАМАЗ-740 с раздаточной коробкой с блоком синхронных генераторов БГС-112-40, аппаратура управления и защиты. Агрегат выдаёт трёхфазный ток 208 вольт 400 герц, однофазный ток 120 вольт, 400 герц, трёхфазный 36 вольт 400 герц, постоянный ток 28,5 вольт.
- АПА-100 — аэродромный источник энергии — пусковой агрегат на шасси Урал-4320. В кузове автомобиля установлен дизель 1Д6ВБ с блоком синхронных генераторов БГС-175. Агрегат выдаёт для долговременного питания борта ЛА трёхфазный ток 208 вольт, 400 герц, однофазный ток 120 вольт, 400 герц, трёхфазный 36 вольт, 400 герц, постоянный ток 28,5 вольт. Также этот автомобиль предназначался для электрического запуска авиадвигателей некоторых самолётов (например, МиГ-25), обеспечивая постоянный ток не менее 1200 ампер в течение цикла запуска 40 сек, при этом напряжение на клеммах генератора в процессе раскрутки авиадвигателя меняется от нуля до 100 вольт.
- АЭМГ-50М — аэродромный электромотор-генератор, электромашинный преобразователь промышленного напряжения 380 вольт, 50 герц в самолётное 28,5 вольт, мощностью 36 кВт. Может работать в режиме «Запуск 24/48 В» и «Запуск 70 В». Также может выдавать через смонтированные внутри электромашинные преобразователи однофазное 115 вольт, 400 герц (преобразователь ПО-6000) и трёхфазное 36 вольт, 400 герц (преобразователь ПТ-1000) напряжения. Устанавливается на одноосный прицеп ТАП-3755В (АП-1,5Б). Масса агрегата 2300 кг. Установка широко применяется в качестве стационарного источника аэродромного питания, может запитывать сразу две стоянки (два летательных аппарата).
- АЭМГ-60/30М — аэродромный электромотор-генератор, электромашинный преобразователь промышленного напряжения в самолётное трёхфазное 208 вольт, 400 герц. Мощность генератора 60 кВА. Имеется трансформатор на однофазное напряжение 120 вольт, 400 герц. Устанавливается на одноосный прицеп ТАП-3755В (АП-1,5Б)

- Аэродромный передвижной агрегат АПА-5Д.
- Аэродромный передвижной агрегат АПА-50М.

### Гидравлические установки
- УПГ-300 — установка проверки гидросистем — гидравлическая установка на базе автомобиля ЗИЛ-131. В кузове автомобиля установлен двигатель ЗИЛ-375 с коробкой приводов, на которой находятся три плунжерных гидравлических насоса НП-52 с максимальным давлением нагнетания до 260 кгс/см3, генератор постоянного тока ГСР-СТ12 на 28,5 вольт, а также аппаратура управления и защиты и два баллона АБ-350, заряжаемые сжатым воздухом или азотом. Установка может обеспечить долговременную работу от одной до трёх независимых гидросистем летательного аппарата, их заправку и опрессовку, а также зарядку азотом или воздухом для создания давления наддува в гидробаках. Установка может работать со всеми основными, применяемыми в отечественной авиации, рабочими жидкостями: 7-50С-3, АМГ-10 или НГЖ-4.
- ЭГУ-50/210-131 (А0001) электрогидроустановка на шасси ЗИЛ-131, совмещающая функции АПА и УПГ. В кузове установлен дизельный двигатель 5Д-20-240 с раздаточной коробкой, три гидронасоса, два генератора постоянного тока ГАО-36, генератор трёхфазного переменного тока ГТ40ПЧ6, генератор однофазного тока СГО-12.
- ПГУ-210 (8А72) — подвижная гидроустановка, смонтированная в кузове одноосного прицепа ТАПЗ-755. Имеет две гидросистемы с давлением нагнетания до 250 кгс/см3, привод гидронасосов от электродвигателя 380 вольт, 50 герц.

### Газозаправщики
- ВЗ-20 — общее название воздухозаправщиков на шасси различных грузовых автомобилей (первоначально ГАЗ-63, ЗиЛ-151, затем ЗИЛ-157, ЗИЛ-131, сейчас ЗИЛ-433422 и Урал-43206). В коробчатом кузове расположены порядка двадцати 40-литровых баллона под давлением 350 кгс/см2. Автомобиль применяется для зарядки воздухом систем самолёта, накачки колёс и при технических работах.
- АКЗС-75М-131-П — автомобильная кислородозаправочная станция на шасси ЗИЛ-131. В коробчатом кузове установлено (18 или 21) баллонов со сжатым медицинским кислородом, а также дожимающий компрессор КП-75М с приводом от коробки отбора мощности двигателя автомобиля. Кузов автомобиля также комплектуется системой автоматического пожаротушения. Данный автомобиль используется при заправке летательных аппаратов газообразным кислородом.
- УГЗС-М — универсальная газозаправочная станция на шасси ЗИЛ-433422. В зависимости от варианта исполнения, может заправлять системы летательных аппаратов кислородом, воздухом или азотом.
- ТРЖК — транспортный резервуар жидкого кислорода — стандартная криогенная цистерна ТРЖК-2У или ТРЖК-4М, устанавливается в открытом кузове грузового автомобиля. Используется для перевозки и заправки самолётов жидким кислородом. Кислород добывается из воздуха на кислорододобывающей станции, например на:
- АКДС-70М — это кислорододобывающая станция, размещёная на трёх автомобилях и прицепе. Состоит из технологической машины (на шасси КрАЗ-257 или КрАЗ-250), компрессорной машины (КрАЗ-257, КрАЗ-250), вспомогательной машины (ЗИЛ-131, ЗИЛ-130) и электростанции ЭСД-200-30Т/400М (прицеп МАЗ-5224В). Оборудование компрессорной и технологической машин смонтировано в закрытых кузовах-фургонах. В кузове компрессорной машины установлены: 2 компрессора АВШ-3,7/200 (АВШ-3,7/200М), система водяного охлаждения с центробежным насосом 2КМ-6С, трубопроводы и арматура. Привод компрессоров осуществляется от электрических двигателей АОП2-92-4П, насоса — от электродвигателя АНД-41-2. В кузове технологической машины смонтированы: блок разделения воздуха, детандер ДВД-13 (ДПВ-4,2-200/6-2), насос сжиженных газов 22НСГ-40/40, блок очистки и осушки воздуха, наполнительная рампа. Электропитание оборудования осуществляется от промышленной сети, а в полевых условиях — от передвижной электростанции, смонтированной в кузове прицепа. Вспомогательное оборудование установлено в кузове бортового автомобиля, который также служит для буксировки прицепа. Получение кислорода и азота в АКДС-70М основано на способе глубокого охлаждения, сжижения и разделения воздуха на основные составные части — кислород и азот.

- Аэродромный воздухозаправщик ВЗ-20.
- Аэродромный азотозаправщик УГЗС.М-А-131.

### Тягачи
В период 50-70 годы 20-го века на аэродромах для буксировки самолётов применялись колёсные автомобили на шасси грузовиков ГАЗ-63, ЗиЛ-157, МАЗ-502, ЯАЗ-210, ЯАЗ-214 и др., а также гусеничные машины типа артиллерийского тягача АТ-Т. 
В качестве буксировщиков небольших самолётов и вертолётов может использоваться практически любая аэродромная автотехника, и что широко практикуется, к примеру, в истребительной авиации. Для серьёзных летательных аппаратов были разработаны специальные аэродромные тягачи:
- КЗКТ-537Л — аэродромный тягач на базе балластного тягача МАЗ-537Г (танковоза). Установлен дизель Д-12А-525А с гидромеханической коробкой передач. Аэродромный вариант отличался от базового металлической бортовой платформой. Предназначен для буксировки самолётов массой до 200 т
- КрАЗ-214 — военный тягач повышенной проходимости. На военных и гражданских аэродромах использовался для буксировки самолётов. Для улучшения сцепления колёс с покрытием аэродрома в кузов автомобиля часто клали дополнительный груз (типа бетонных блоков)
- КрАЗ-255 — замена КрАЗ-214. Применение аналогично
- МоАЗ-7915 — специально разработанный трёхосный аэродромный тягач с сочленённой рамой и двумя кабинами, впереди и сзади. На каждой секции рамы установлен свой двигатель ЯМЗ-8401.10-01 по 600 л. с. и гидромеханическая коробка передач. Тягач может буксировать самолёты весом до 275 тонн.

- Аэродромный тягач КЗКТ-537Л «Ураган».
- Аэродромный тягач БелАЗ 7421.

### Передвижные лаборатории и мастерские
Ряд автомобилей или прицепов с различным оборудованием, предназначенных для сложных работ при обслуживании авиатехники. Применяются при комплексных проверках и настройках оборудования, опробовании двигателей, регламентных и ремонтных работах. Также промышленность выпускала унифицированные лаборатории, предназначенные для работы на внебазовом аэродроме, с возможностью ремонта боевых повреждений летательных аппаратов, на базе автомобилей повышенной проходимости типа ЗиЛ-131, ГАЗ-66, КАМАЗ и т. п., с кузовами-фургонами типа КУНГ. Такие автомобили оснащались автономными источниками электроэнергии в виде прицепных дизель-генераторов, часть лабораторий комплектовалась специальными установками, предназначенных для обеспечения функционирования контрольно-проверочного и проверяемого самолётного оборудования и систем — преобразователями промышленного электропитания в самолётное, а также гидроустановками, компрессорными станциями и т. п. Лаборатории, разработанные в 70-е и 80-е годы 20-го века, могли эксплуатироваться в условиях ядерного и химического заражения (имели герметизированные кузова с фильтро-вентиляционной установкой), а также обеспечивали вполне комфортные рабочие и бытовые условия для персонала в любое время года (имелись спальные места, отопительная установка на дизельном топливе, вентиляция и др. полезные мелочи — вплоть до посуды).
В этих фургонах размещались: слесарная мастерская, сварочная, лаборатория электронной автоматики, лаборатория радиоэлектронного оборудования, кислородная лаборатория и т. п. Пример заводской маркировки некоторых лабораторий: КРАС-хх — контрольно-ремонтная автомобильная станция по РЭО, ЛКУ-хх — лаборатория кислородная универсальная, ЛПУ-хх — лаборатория приборная универсальная, ЛАВ-хх — лаборатория авиационного вооружения, ЛЭА-хх — лаборатория электронной автоматики, ЛСД-хх — лаборатория по самолёту и двигателю (где хх — шифр комплектации лаборатории под определённые типы авиационной техники).

### Транспортные машины
Для транспортировки различных грузов в пределах аэродрома широко применяется самый разнообразный, часто «попутный» транспорт — любые аэродромные спецавтомобили, а также грузовые и транспортные автомобили общего назначения, которые разрешено использовать на аэродроме. На военных аэродромах в штате групп технического обслуживания для транспортировки самолётных агрегатов, блоков, аккумуляторов, парашютов, буксировки стремянок и т. п., применялись бортовые грузовики УАЗ-452Д, плавающие транспортёры типа ЛуАЗ-967, грузовые мотороллеры и электрокары. Для наземных поисково-спасательных команд (НПСК) поставлялся транспорт вездеходного типа, например, гусеничные тягачи типа МТ-ЛБ.

### Грузоподъёмная техника
Для различных грузоподъёмных работ, которых в авиации достаточно много, поставлялись, в том числе, краны на автомобильном шасси типа ЯАЗ-210 — К-101, К-122 на 10 и 12 тонн груза соответственно. Для более лёгких грузов серийно производился трёхколёсный спецкран ТК-48 (на аэродромном жаргоне — «гусь») грузоподъёмностью 1,5 тонны, оборудованный ручной лебёдкой. 
В более позднее время был разработан КС-5363АМ — тяжёлый самоходный пневмоколёсный кран. «АМ» — специальная модификация для аэродромов, в частности, кран для связи оборудован самолётным переговорным устройством СПУ-7. Применялся при различных грузоподъёмных работах, в том числе при замене авиационных двигателей на тяжёлых самолётах.

### Машины для противообледенительной обработки ВС
(дополнительно см. ст.: Противообледенительная обработка)
Машины для противообледенительной обработки, или деайсеры, предназначены для автоматизированной очистки от снега и наледи поверхности воздушного судна путём облива конструкции ВС подогретым реагентом (антифризом) направленной струёй под давлением.
До массового появления в авиакомпаниях РФ пассажирских самолётов импортного производства в отечественной авиации автомобилей-деайсеров не было в принципе, удаление снега и льда перед полётом производилось ручным механическим способом: использовались мётлы, щётки, веники, деревянные лопаты, скребки и другой подходящий по назначению подручный инструмент. Затем авиакомпании стали закупать специальные автомобили для противообледенительной обработки ВС различных производителей. Советская промышленность подобные машины никогда не выпускала. На военных аэродромах СССР и РФ машин-деайсеров нет и никогда не было.

### Другие спецмашины
СПО-15М — самоходная площадка обслуживания на базе автомобиля Урал-375Д (Урал-4320). Применяется при технических работах на высоте, например, при обслуживании руля направления или Т-образного хвостового оперения.
АС-161 предназначен для очистки, промывки горячей водой и заправки химической жидкостью баков туалетных отсеков пассажирских самолётов в аэропортах. Создавался на базе шасси ЗИЛ-130, в дальнейшем ЗиЛ-431412 и ЗиЛ-433362

## Средства обслуживания аэродромов
Автомобильная и автотракторная техника, предназначенная для поддержания в рабочем состоянии аэродрома. Как правило, оборудуется жёлтыми проблесковыми огнями.
ДЭ-210 — роторный снегоочиститель на базе кузова ЗиЛ-131. Переднего двигателя у машины нет, силовой агрегат установлен в кузове, в зависимости от модификации устанавливались двигатели У2Д6-250ТК, ЯМЗ-236М2, ЯМЗ-238М2 и др. Двигатель служит как для движения автомобиля, так и для привода ротора. Применяется для черновой очистки аэродрома при сильных снегопадах.
В-68 — вакуумно-уборочная машина (пылесос), разработана на шасси автомобиля КрАЗ-257Б1. Предназначена для удаления пыли, мусора и бетонной крошки с поверхности ВПП и рулёжек аэродромов.
ТМ-59 — тепловая машина (ветродуйка). Представляет собой колёсный трактор Т-150К, со смонтированным на гидравлически управляемой (поворотной) одноосной тележке впереди трактора газотурбинным двигателем ВК-1, на сопло которого надет широкий насадок, направляющий выхлопные газы двигателя веером вниз. Служит для удаления мусора, бетонной крошки, льда и снежного наката с покрытия аэродрома. Машины подобного типа получили прозвище «Змей Горыныч».
АКПМ-3 (130) — комбинированная поливомоечная машина на базе автомобиля ЗиЛ-130. Точно такая, которую широко использовали дорожные и коммунальные службы страны. Применяется для расчистки аэродрома от неглубокого снега, подметания покрытия аэродрома, полива от пыли, при запуске авиационных двигателей в жару (очень интересный процесс), охлаждения шасси, заправки водой объектов, самолётов и автомобилей, в качестве резерва пожарной машины и т. п.
ДЭ-224 универсальная уборочная машина аэродромов, применяется преимущественно в гражданских аэропортах. Построена на базе одноосного тягача МАЗ-546П с полуприцепом. Впереди машины установлен снегоотвал, снизу сзади за снегоотвалом — щётка. Сверху установлен авиационный двигатель АИ-20, на полуприцепе — топливный бак (цистерна).
АА-40 — стандартный пожарный автомобиль на базе ЗиЛ-131. На аэродромах используется в качестве стартового (дежурного).
АА-70(7313)-220 — специальный аэродромный пожарный автомобиль на шасси МАЗ-73131. Оборудован водяной пушкой над кабиной, подбамперными пеногенераторами. Запас воды 9,5 тонны, запас пенообразователя 900 литров, порошка — 2200 литров. Имеет автономный двигатель ЗИЛ-175, обеспечивающую работу противопожарного оборудования на месте и в движении.
АПМ-90 — прожекторная установка (посадочный дуговой прожектор), смонтированная в кузове грузового автомобиля. Выпускались на шасси ЗиС-150, ЗиЛ-164, ЗиЛ-130 (ЗиЛ-431410). В кузове помимо прожектора, имеется бензиновый генератор для автономного питания. Возможна работа при питании от промышленной сети.
Разметочная машина ДЭ-18 на шасси ГАЗ-53А. Предназначена для нанесения разметки краской на дорожное покрытие.
- Роторный снегоочиститель ДЭ-210.
- Ветродуйка на базе МАЗ-500.
- Ветродуйка на шасси Урал-4320-31.
- Машина КПМ-130 на уборке аэродрома. На бампере нет аэродромной разметки, так как машина также работает и за пределами аэродрома — на очистке улиц военного городка.
- Специальный аэродромный пожарный автомобиль типа АА-70.
- Одноосный тягач МоАЗ-6442 с аэродромной снегоочистительной машиной
- Аэродромная комбинированная поливомоечная машина АКПМ-3 на базе автомобиля Урал

## Спецавтотранспорт коммерческого обслуживания воздушных судов
СПТ-104 — самоходный пассажирский трап, разработан для самолёта Ту-104. Движение трапа по аэродрому обеспечивается электромотором с питанием от аккумуляторной батареи 28ТЖН-250, подъём лестницы осуществляется от гидросистемы. Рабочий насос ГС приводится в действие электромотором, возможно создание давления ручным насосом. Рабочая жидкость — масло АМГ-10.
СПТ-114 - самоходный трап под лайнер типа Ту-114. По сравнению с СПТ-104 увеличена длина трапа.
СПТ-154 — самоходный трап под лайнер типа Ту-154, конструкция которого в принципе аналогична трапу СПТ-104, несколько изменён дизайн и конструкция верхней площадки лестницы — под открывающиеся наружу двери Ту-154.
ТПС-22 самоходный трап на шасси грузовика УАЗ-452Д. В современном варианте используется шасси ГАЗ-3302.
ТГ-1500 тележка грузовая (багажная). Грузоподъёмность 1500 кг.
АЛ-10/14 — автолифт на шасси грузовика ЗИЛ-431510.
АПК-12 — автомобиль с подъёмным кузовом на шасси грузовика ГАЗ-53А. Применяется в аэропортах главным образом для перевозки и загрузки багажа.
МТЗ-80 — колёсный трактор в стандартной комплектации (без навесного оборудования) — достаточно универсальная техника. В аэропортах применяется для перемещения багажных тележек. В случае установки снегоуборочного оборудования трактор может использоваться для уборки перрона.
Электрокар ЭК-2 — наиболее распространённая в аэропортах СССР самоходная тележка с электроприводом. Тяговый электродвигатель постоянного тока мощностью 1,5 кВт, с питанием от щелочной аккумуляторной батареи 28ТЖН-250. В качестве регулятора мощности электродвигателя применяется кулачковый контроллер.
Автомобиль сопровождения — легковая машина или микроавтобус любого типа, предназначена для встречи и сопровождения (лидирования) при рулении пассажирских лайнеров. Оборудуется авиационными средствами радиосвязи с диспетчерской службой и самолётами, наверху машины устанавливается транспарант с подсветкой: «Follow me/Следуй за мной».
Перронный автобус — транспортное средство для организованного перемещения пассажиров к самолёту и обратно. В «Аэрофлоте» более полувека широко применялся автопоезд АППА-4 на базе седельного тягача ЗиЛ-130В. Полуприцеп мог вместить до 130 пассажиров стоя, плюс имелось 16 сидячих мест.
- Тележки для багажа
- Самоходный трап
- Перронный автобус АППА-4
- Перронный автобус МАЗ-171

## Радиотехническое оборудование аэродромов
Обзорные и посадочные радиолокационные станции, курсовые, глиссадные и маркерные радиомаяки, радиовысотомеры и радиодальномеры, навигационные станции, а также всевозможные другие системы и оборудование аэродромов в СССР выпускалось на автомобильном шасси, прицепах и полуприцепах. Если для гражданского аэропорта мобильность этого оборудования неактуальна, так как РТО стационарно устанавливается в соответствии со схемой аэродрома, то для военных должна быть обеспечена возможность передислокации и развёртывания оборудования на новом месте и в сжатые сроки. Помимо собственно станций и оборудования, в комплект входили автономные источники электроэнергии — дизельные электростанции и агрегаты питания.
- Обзорная РЛС П-37
- Стартовый командный пункт СКП-11 на шасси автомобиля ЗиЛ-130
- Станция РСБН-4Н
- Наземный радиозапросчик НРЗ-4 системы государственного опознавания «Пароль» на автомобильном шасси «Урал-375»
- Аэродромный радиовысотомер ПРВ-13